# Hildah Magaia
Hildah Magaia, née le 16 décembre 1994, est une footballeuse internationale sud-africaine qui joue en tant qu'attaquante pour le Mazatlán FC. Membre de l'équipe nationale, les Banyana Banyana, elle a un rôle prédominant, comme attaquante, dans la victoire de cette équipe à la Coupe d'Afrique des nations féminine de football 2022 au Maroc en 2022.

## Biographie
Hildah Magaia est née en 1994 à Dennilton, dans le nord de l’Afrique du Sud, vers le Zimbabwe. Jouant d’abord dans la rue avec des membres de sa famille, elle s'entraîne ensuite avec l’équipe de garçons de sa ville, en absence d’équipe de filles. En 2012, à 18 ans, elle joue avec les Brazilian Ladies, une équipe féminine de  Monsterlus, à environ 80 km de Dennilton, puis intègre l'une des équipes féminines de Mamelodi.

### Carrière en club
Elle commence véritablement sa carrière en jouant jusqu’en 2016 avec l’équipe des Tuks Ladies, équipe féminine de l’Université de Pretoria, en deuxième division sud-africaine, basée elle aussi à Mamelodi. Peu avant la saison 2017, Magaia signe pour TUT, équipe de  première division sud-africaine, contribuant à son seul titre de champion. Elle reste avec cette équipe jusqu’en 2020.
Elle est désignée meilleure joueuse du Championnat féminin du COSAFA 2020, championnat de football féminin d’Afrique australe. Ceci lui vaut un contrat de deux ans avec le club suédois Morön BK, localisé à Skellefteå. Peu avant la saison 2022, elle signe pour Sejong Sportstoto en Corée du Sud. En janvier 2024, elle rejoint le Mazatlán FC en Liga MX, au Mexique. En cours de saison, elle est prêtée au Current de Kansas City dans le Missouri, puis elle rejoint en 2025 un autre club mexicain, le Club Tijuana Femenil.

### Carrière internationale
Magaia participe avec l'équipe féminine représentant l'Afrique du Sud à l'Universiade d'été de 2019. Elle fait partie de l'équipe des Banyana Banyana qui joue à la Coupe d'Afrique des nations féminine de football 2022 au Maroc. Lors de ce tournoi, elle marque un but victorieux à la 63e minute dans un match du groupe C remporté 2-1 contre les Super Falcons du Nigeria et en finale, deux buts contre le Maroc permettant à l’équipe nationale sud-africaine de remporter le trophée.